# Wolfgang Hocke
Wolfgang Hocke (* 30. Januar 1937 in Dresden) ist ein deutscher Dirigent, Komponist und Chorleiter. Er war Generalmusikdirektor (GMD) am Meininger Theater.

## Leben
Wolfgang Hocke wurde 1937 in Dresden geboren und besuchte die Schule in Dippoldiswalde. Von 1951 bis 1955 war er an der Musikgrundschule Dresden und studierte anschließend bis 1959 an der Hochschule für Musik in Dresden die Studienfächer Komponieren, Dirigieren und die Instrumente Oboe und Klavier. Seine Lehrer waren Ernst Hintze (Dirigieren), Johannes Paul Thilman (Komposition), Gerhard Berge (Klavier) und Alfred Tolksdorf (Oboe).
1959 ging er nach Meiningen an das dortige Theater, wo er in seinen Anfangsjahren als Chorleiter, Dirigent und ab 1962 1. Kapellmeister tätig war. Von 1967 bis 1995 leitete er als Chefdirigent und später als Musikdirektor das Theaterorchester, das 1690 als Meininger Hofkapelle gegründet und 1953 dem Theater angegliedert wurde und 2006 den Namen „Meininger Hofkapelle“ zurückbekam. 1995 erhielt Hocke den Titel Generalmusikdirektor.
Wolfgang Hocke pflegte insbesondere die Werke von Richard Wagner, Max Reger, Mozart, Giuseppe Verdi und Richard Strauss, wandte sich aber auch der Romantik und der Moderne zu. Er selbst komponierte zwölf Kinderkonzerte, drei Opern und mehrere sinfonische Werke, Oratorien und Kammermusik. Als Gastdirigent trat er in mehreren Ländern auf, darunter in Polen, Bulgarien, Griechenland, Frankreich und Luxemburg. Nach der deutschen Wiedervereinigung wiederholte Wolfgang Hocke mit dem Orchester die Gastspielreise, die Max Reger mit der Hofkapelle in den Jahren 1911–1914 unternahm. Spielorte waren Berlin, Stuttgart, Bonn, Frankfurt/Main, Paderborn, Erlangen, Meppen, Schweinfurt, Hannover, Böblingen, Fürth, Itzehoe, Cuxhaven, Meschede und Erlangen.
Nach seinem Eintritt in den Ruhestand betätigt sich Hocke weiter als Komponist und zudem als Dirigent und Leiter vom Liederkranz Schweinfurt. 1997 veröffentlichte er sein Buch „Hinter den Kulissen“, ein Rückblick auf die Theater- und Musikszene zur Zeit seines Engagements am Meininger Theater. Am 2. März 2015 bekam er vom Bundespräsidenten Joachim Gauck das Bundesverdienstkreuz am Bande verliehen.

## Auszeichnungen
- 1967: Max-Reger-Preis
- 1989: Kunstpreis der DDR
- 2015: Bundesverdienstkreuz am Bande

## Werke (Auswahl)
- Ballett:
  - „Little Rock“, 1959
  - „Rote Nelken“, 1961
- Opern:
  - „Der Halsabschneider“, Text: Lope de Vega, 1984
  - „Sechse kommen durch die Welt“, Text: Jo Fabian, Kinderoper, 1986
  - „Der gestiefelte Kater“, Text: Heinz Kahlau, Kinderoper, 1990
- Sinfonische Werke: 
  - „Terpsichore für Orchester“, 1960
  - „Ararat für Orchester“, 1966
  - „Aquarelle, Lieder für Bariton und Orchester“, 1976
  - „Konzertante für Klavier und Orchester“, 1977
  - „In memoriam Max Reger“, 1980
  - „In memoriam Johann Sebastian Bach“, 1985
  - „Metamorphosen für Orchester“, 1990
- Kinderkonzert: 
  - „Vogelhochzeit“, 1. Kinderkonzert, 1971
  - „Marsch, Walzer, Menuett“, 2. Kinderkonzert, 1973
  - „Immer lebe die Sonne“, 3. Kinderkonzert, 1975
  - „Peter wollte jagen geh'n“, 4. Kinderkonzert, 1976
  - „Hört, wie es lustig schallt“, 5. Kinderkonzert, 1980
  - „Der kleine Angsthase“, 6. Kinderkonzert, 1979
  - „Max und Moritz“, 7. Kinderkonzert, 1980
  - „Lasst uns Musikanten sein“, 8. Kinderkonzert, 1981
  - „Der Wettlauf zwischen Hase und Igel“, 9. Kinderkonzert, 1982
  - „Die Geschichte vom eingebildeten Mäuschen“, 10. Kinderkonzert, 1983
  - „Märchenstunde zur Orgel“, 11. Kinderkonzert, 1997
  - „Mit Musik geht alles besser“, 12. Kinderkonzert, 2008